# 네크로문다: 하이어 건
네크로문다: 하이어 건(Necromunda: Hired Gun)은 2021년에 Streum On Studio가 개발하고 포커스 홈 인터랙티브가 배급한 1인칭 슈팅 게임이다. 이 게임은 게임 워크숍의 1995년 테이블탑 게임 네크로문다를 기반으로 한다. 워해머 40,000 세계관을 배경으로 하며, 기계화된 행성 네크로문다에서 플레이어가 행성 지하세계의 다양한 세력을 위해 일한다.
네크로문다: 하이어 건은 플레이스테이션 4, 플레이스테이션 5, 윈도우, 엑스박스 원, 엑스박스 시리즈 X/S용으로 2021년 6월 1일에 출시되었다. 이 게임은 평론가들로부터 엇갈린 평가를 받았다.

## 게임플레이
네크로문다: 하이어 건은 1인칭 슈팅 게임으로, 플레이어는 네크로문다 지하세계의 강력한 갱단과 관련된 음모를 밝히려는 용병으로 플레이한다. 게임은 선형적이며, 레벨을 정상적으로 진행할 수 있고, 나중에 플레이어는 레벨의 일부에서 특정 작업을 완료해야 하는 계약을 수행할 수 있다.
플레이어는 여러 원거리 무기를 선택할 수 있으며, 이들에 대한 업그레이드가 가능하다. 플레이어는 일정 범위 내에 있는 적을 근접 마무리 공격으로 처치할 수 있다. 게임은 추진력을 유지하는 데 중점을 두며, 플레이어는 그래플링 훅, 적 주변 대시, 벽 달리기를 사용할 수 있다. 게임에는 이러한 능력을 사용해야 하는 플랫폼 섹션이 게임 전반에 걸쳐 산재되어 있다. 게임에는 적에게 들키지 않고 몰래 지나갈 수 있는 은신 메카닉이 있다. 플레이어에게는 전투견이 있으며, 이 개를 사용하여 적을 찾아내고 공격할 수 있으며, 능력을 향상시키고 새로운 능력을 얻도록 업그레이드할 수 있다. 각 레벨의 끝은 보스전으로 마무리된다.
순교자의 종말(Martyr's End)은 중심 허브 지역으로, 플레이어가 레벨에 접근하고 계약을 선택할 수 있다. 이 허브는 게임의 많은 스토리와 사이드 퀘스트가 존재하는 지역 역할을 한다. 플레이어는 또한 이 지역 주변 상점에서 무기, 능력 및 업그레이드를 구매할 수 있다.

## 줄거리
네크로문다: 하이어 건은 이름 없는 주인공 용병(외형은 플레이어가 선택)이 다른 두 명의 현상금 사냥꾼과 협력하여 실버 탈론이라는 현상범을 찾아 에셔 갱단으로 피신하려 하며, 그 현상범은 어퍼 스파이어 길더인 비락스를 살해한 혐의로 기소되었다. 용병의 파트너들은 살해되고 용병 자신도 실버 탈론에게 매복 공격을 당하지만, 어퍼 스파이어 현상금 사냥꾼인 칼 제리코에게 구출된다. 칼 제리코는 용병에게 실버 탈론의 요원들로부터 훔친 뇌 사이버네틱을 이식한다. 칼 제리코는 용병을 실버 탈론의 흔적을 쫓게 하고, 네크로문다 지하세계에서 현상금이 걸린 비락스의 형제인 길더를 보호하는 임무를 맡긴다. 길더를 팔라나이트 집행관들에게 안전하게 데려다 준 후, 플레이어는 실버 탈론을 추적하고, 이 과정에서 실버 탈론의 동맹 네트워크를 파괴하기 위해 갱 전쟁을 촉발한다.
플레이어와 제리코, 그리고 돔 러너인 제이도는 곧 실버 탈론을 시체 전분 공장에서 궁지에 몰아넣는다. 그곳에서 실버 탈론이 옐레나라는 불명예스러운 귀족 후손이라는 사실이 밝혀진다. 10년 전, 실버 탈론은 불법적으로 얻은 수명 연장 아키오텍을 자신의 귀족 가문에 유통하고 있었지만, 가문은 옐레나를 배신하고 그녀는 제리코의 도움으로 실버 탈론이라는 이름으로 지하세계로 피신할 수밖에 없었다. 제리코는 이 배신이 실버 탈론이 자신의 방법에서 너무 멀리 나갔기 때문이라고 주장하지만, 실버 탈론은 자신이 가문의 범죄를 은폐하기 위한 희생양일 뿐이며, 플레이어의 뇌 임플란트에 자신의 무죄를 증명하고 가문을 장악하는 데 필요한 증거가 있다고 주장한다. 이어진 전투에서, 귀족에게 고용된 현상금 사냥꾼인 더 섀도우의 방해 후에 플레이어는 실버 탈론을 죽이고, 제리코는 용병에게 실버 탈론의 현상금을 주장하도록 허락하며 겉으로는 좋은 관계를 유지한다. 그러나 플레이어가 게임의 중심 허브인 순교자의 종말로 돌아오면, 제리코가 자신에게 현상금을 걸었다는 사실을 알게 된다.

## 개발
이전 타이틀인 스페이스 헐크: 데스윙 출시 후, Streum On Studio는 초기 타이틀인 E.Y.E.: Divine Cybermancy로 알려진 속도 중심의 게임플레이로 돌아가고 싶어 했다. 한 프로듀서는 배경에 대해 "네크로문다는 다양한 환경이 많아서 플레이어에게 다양한 분위기와 경험을 제공할 수 있었다"고 밝혔다. 팀은 이러한 환경을 사용하여 플랫폼과 총격전을 혼합한 레벨을 만들었다. 개발자들은 또한 플레이어가 능력을 사용하여 탐험하도록 만들고 싶었기 때문에 플레이어가 좋은 플랫폼 기술이 필요한 접근하기 어려운 장소에 좋은 전리품을 배치했다고 언급했다.
순교자의 종말은 "플레이어가 특별한 움직임을 사용하도록 장려"하고 플레이어가 적을 빠르게 제거하도록 염두에 두고 특정 적 배치를 고려하여 설계되었다. 이 허브는 스토리 순간을 허용하고 플레이어에게 액션 중심 게임플레이에서 벗어나는 휴식을 제공하도록 설계되었다. 네크로문다: 하이어 건에는 무기 사용자 정의가 포함되어 있으며, 개발자들은 플레이어가 전투에 접근하는 방식에 더 많은 유연성을 가질 수 있도록 추가했다. 이 게임은 프랜차이즈를 처음 접하는 플레이어에게 소개되도록 설계되었다. 사이드 계약은 더 많은 리플레이 가치를 허용하기 위해 추가되었다.

## 출시
네크로문다: 하이어 건은 2021년 3월에 발표되었다. 이 게임은 플레이스테이션 4, 플레이스테이션 5, 윈도우, 엑스박스 원, 엑스박스 시리즈 X/S용으로 2021년 6월 1일에 출시되었다.

## 평가
리뷰 애그리게이터 웹사이트 메타크리틱에 따르면, 네크로문다: 하이어 건은 대부분의 플랫폼에서 비평가들로부터 "복합적 또는 평균적인" 평가를 받았지만, PS4 버전은 "대체로 부정적인" 평가를 받았다.
VG247'의 셰리프 사에드는 게임의 전투를 칭찬하며 "게임이 나를 다음으로 어떤 이상한 장소로 보낼지 보고 싶은 욕구가 메인 스토리 라인에 몰입하게 만들었지만, 그 여정을 흥미진진하게 만든 것은 게임의 전투였다"고 썼다. 그는 게임이 여러 동작을 같은 버튼에 할당한 방식을 싫어했는데, "벽으로 점프하고, 벽을 달리고, 뛰어내리는 모든 동작이 설명할 수 없게도 단일 버튼을 사용한다. 이 까다로운 설정 때문에 전투 중에는 필요한 것보다 더 어렵게 동작을 수행하게 되었고, 벽 달리기를 규칙적으로 섞어 사용하는 것을 막았다"고 말했다.
피시게임스엔의 션 마틴은 스토리가 엇갈린 평가를 받았다고 느꼈다. "일반적으로 하이어 건의 줄거리와 대화는 엉망진창이다. 게임이 끝날 때쯤 나는 왜 실버 탈론을 쫓고 있었는지조차 기억할 수 없었다." 마틴은 또한 사용자 정의 시스템이 대체로 무의의미하다고 느꼈다. "예를 들어 캐릭터 및 장비 메뉴가 없고, 사용자 정의 옵션은 대부분 능력치 기반이다. 빌드에서 흥미로운 것을 많이 바꿀 수 있다고 느껴지지 않는다."
IGN'의 게임 리뷰어인 트래비스 노스업은 버그가 많은 게임 상태에 실망했다. "자신과 다른 캐릭터들이 환경을 통과하고, 근접 공격 애니메이션 동안 레벨 주변을 미끄러지다가 제자리로 돌아오고, 심지어 하드 크래시도 한두 번 경험하게 될 것이다... 이 모든 것이 정말 재미를 앗아간다." 노스업은 적의 인공지능이 제대로 설계되지 않았다고 느꼈다. 적들이 플레이어에게 직진하고 흥미로운 전투 결정을 내리지 않는 것 같았기 때문이다. 그는 또한 스토리 구성에 대한 실망감을 표현했다. "NPC들은 마찬가지로 얕고 기억에 남는 캐릭터나 스토리에 주의를 기울여야 할 이유가 전혀 없다."